# Fédération des Québécois de souche
La Fédération des Québécois de souche (FQS) est une organisation nationaliste québécoise d'extrême droite fondée en 2007 par Maxime Fiset.
Ultranationaliste et identitaire, la FQS défend une vision ethnocentriste du Québec, s'oppose à l'immigration et promeut la préservation d'une identité ethnique québécoise de souche française.
Elle se fait connaître par des actions militantes contre l'immigration et pour des tentatives d'infiltration de partis politiques indépendantistes.
L'organisation publie son propre magazine, Le Harfang, organise des conférences et entretient des liens avec divers mouvements d'extrême droite internationaux, notamment des groupes identitaires européens et des figures de l'alt-right américaine.
Elle est considérée comme un groupe de haine par le Réseau canadien anti-haine.

## Histoire

### Fondation de l'organisation et présentation générale
La Fédération des Québécois de souche est fondée en 2007 par Maxime Fiset, lors de la crise des accommodements raisonnables,. Il ne s'agit à l'époque que d'un site Internet inspiré de forums néonazis comme Stormfront et le Mouvement national-socialiste français. La FQS est créée afin de servir de plateforme idéologique rassemblant divers groupes suprémacistes blancs du Québec,. Sa création est également inspirée par l'Alliance nationale.

Le drapeau des Patriotes, utilisé par la FQS.

Son porte-parole est Rémi Tremblay (qui serait d'après Fiset un pseudonyme collectif) et elle publie son propre magazine, Le Harfang. La FQS organise également des conférences. Selon Tremblay, elle serait composée principalement d'étudiants et de jeunes parents. Elle utilise comme symbole le drapeau des Patriotes.

### Infiltration de partis indépendantistes
En 2009, l'organisation, en collaboration avec les groupes d'extrême droite Sainte-Foy Krew et Légion nationale, participe au recrutement massif de membres au sein du Parti indépendantiste. À la suite de cette stratégie, des militants d'extrême droite obtiennent des postes dans les instances du parti, notamment Sébastien Moreau, membre du Sainte-Foy Krew, qui devint à la fois président du comité exécutif dans Louis-Hébert et responsable des communications internes, avant que cette infiltration ne soit révélée par le journal Le Soleil.
Une tentative similaire est menée auprès d'Option nationale en 2012, mais celle-ci échoue en raison de l'afflux de nouveaux membres issus du mouvement étudiant du Printemps érable.

### Changement d'orientation après le départ de Maxime Fiset
L'organisation change d'orientation après le départ de son fondateur Maxime Fiset, se tournant alors vers l'alt-right et la mouvance identitaire.
Elle mène diverses actions publiques comme la distribution de tracts anti-immigration et l'apposition d'autocollants à Chicoutimi et Sherbrooke entre 2012 et 2015. Elle se consacre néanmoins essentiellement à ses activités culturelles et de propagande numérique.
En décembre 2014, une dizaine d'autocollants de la FQS portant les mentions « 0 % halal, 0 % casher, 100 % québécois » sont apposés sur la vitrine d'une épicerie africaine de Chicoutimi. Le propriétaire de l'établissement porte plainte auprès des autorités, indiquant qu'il s'agit de la deuxième action de ce type visant son commerce.
En 2019, elle dépose un mémoire concernant le projet de loi 9 sur l'immigration à la Commission des relations avec les citoyens de l'Assemblée nationale du Québec. Le document, qui soutient la réforme de l'immigration du gouvernement Legault, préconise la préservation de l'identité ethnique québécoise et favorise une immigration européenne francophone. Il est d'abord publié sur le site Internet de l'Assemblée nationale avant d'être retiré en raison de son contenu jugé contraire à l'article 35 du règlement de l'institution,,.

## Idéologie

### Positionnement général
La FQS est ultranationaliste,, nationaliste blanche,,, identitaire,,, néofasciste,, nationaliste québécoise et d'extrême droite,,. Elle adopte un discours populiste et complotiste.

Initialement créée pour unifier la communauté skinhead néonazie québécoise et inspirée par des groupes néonazis américains comme l'Alliance nationale, l'organisation change d'orientation après le départ de son fondateur Maxime Fiset. Elle se tourne alors vers l'alt-right et la mouvance identitaire, publiant notamment des penseurs de ce mouvement dans sa revue Le Harfang.

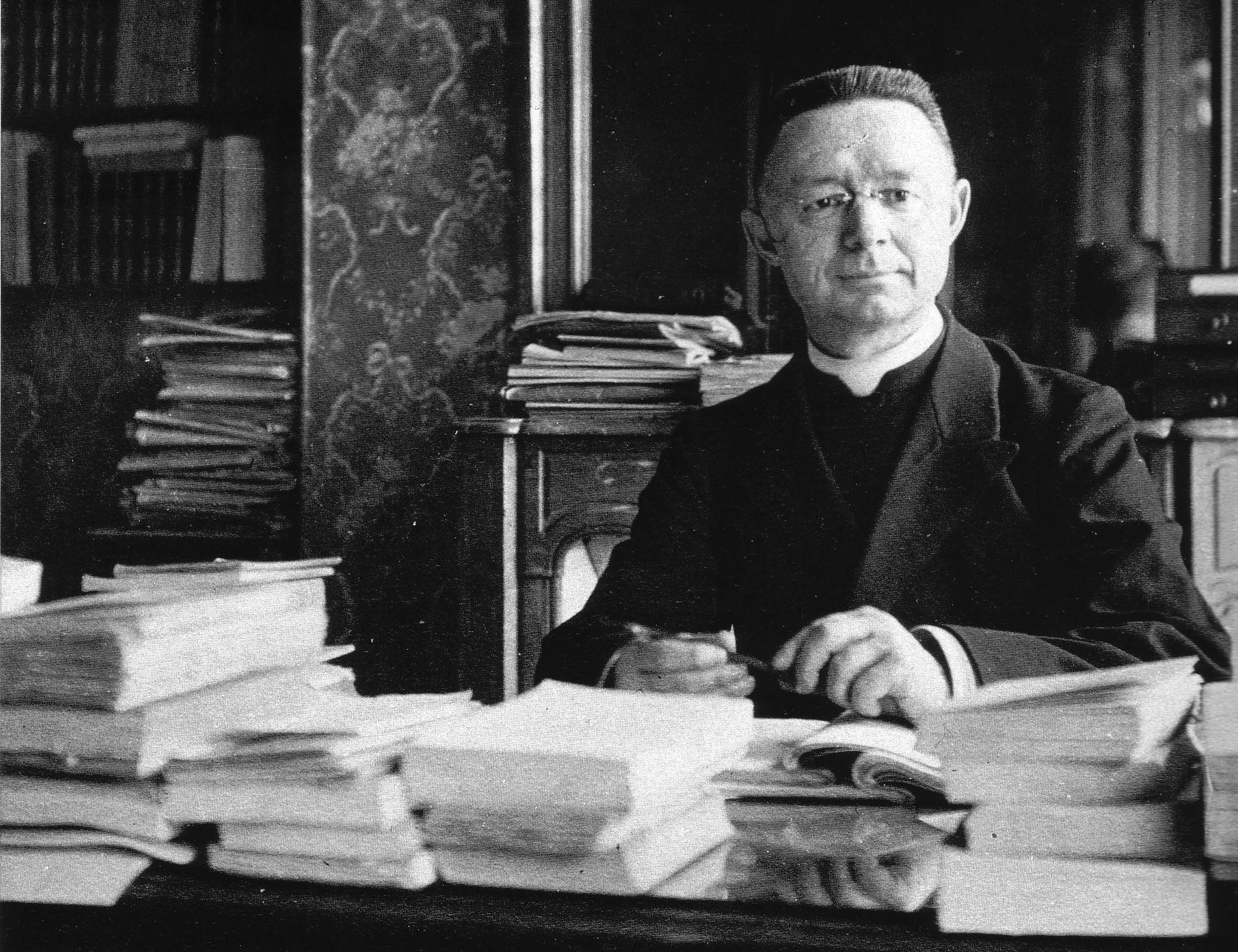
Lionel Groulx, intellectuel dont la FQS se revendique.

L'organisation défend un retour aux racines canadiennes-françaises et fait référence à l'héritage de Lionel Groulx.
Elle prône également le protectionnisme économique et se positionne contre ce qu'elle désigne comme l'« establishment politique ».

### Immigration
Elle considère l'immigration comme une menace à l'identité culturelle et ethnique québécoise, et milite pour mettre fin à ce qu'elle qualifie d'« immigration massive », exprimant la crainte que les « Québécois de souche » deviennent minoritaires démographiquement. L'organisation prône un « mouvement énergique et intellectuel » visant à défendre les intérêts des Québécois d'origine européenne et à raviver ce qu'elle appelle la « conscience identitaire »,. Elle mobilise l'imaginaire du grand remplacement, prône un moratoire immédiat sur l'immigration et soutient le concept de remigration.
L'organisation partage certaines positions avec d'autres groupes québécois comme La Meute et Atalante au sujet des questions d'immigration et d'intégration, ainsi qu'avec le Council of European Canadians.

### Religion
La FQS dénonce ce qu'elle considère comme un traitement différencié entre les actes de vandalisme visant les églises catholiques et ceux ciblant d'autres lieux de culte. En 2017, l'organisation met en place un « Observatoire de la déchristianisation au Québec », comprenant une cartographie interactive des actes de vandalisme contre les églises et cimetières catholiques. L'organisation s'oppose également à l'établissement de nouveaux cimetières confessionnels non-catholiques, comme illustré par ses prises de position lors des débats sur la création d'un cimetière musulman à Saint-Apollinaire. Selon les sociologues Louis Audet-Gosselin et Martin Geoffroy, leur réclamation du catholicisme est souvent plus symbolique que conduite par la foi.
En 2018, la FQS manifeste son soutien à la loi 21 sur la laïcité, qu'elle considère toutefois comme une mesure minimale.

### Autres positions
L'organisation se réjouit de l'élection de Donald Trump en 2016,.
En 2017, elle légitime l'attaque à la voiture-bélier survenue lors de la manifestation « Unite the Right » à Charlottesville.
En 2018, elle soutient l'élection de François Legault.

## Stratégie
Selon le politiste Frédéric Boily, la FQS est engagée dans une guerre culturelle selon une perspective métapolitique.
D'après la sociologue Maryse Potvin, elle se rapproche idéologiquement de la Nouvelle Droite européenne en adoptant une stratégie principalement intellectuelle et propagandiste, notamment à travers la publication du magazine Le Harfang et la gestion d'un site web focalisé sur l'histoire nationale et les traditions.

## Affiliations politiques
La FQS entretient des liens avec des mouvements identitaires européens, notamment CasaPound en Italie, dont elle fait régulièrement la promotion dans sa revue Le Harfang et dont elle invite des représentants lors de conférences en 2015 et 2016.

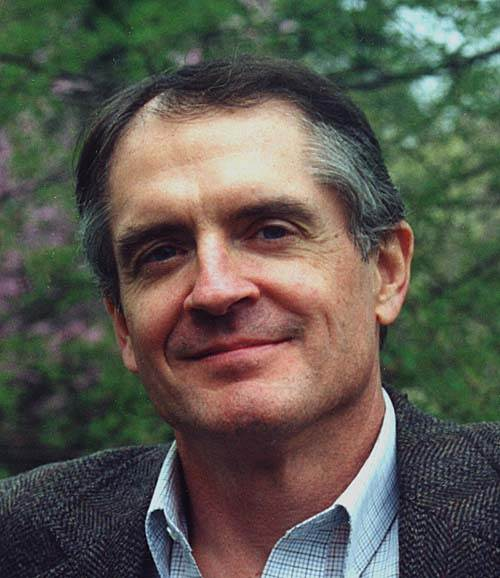
Jared Taylor, l'un des intellectuels de l'alt-right américaine proches de la FQS.

Elle publie dans sa revue Le Harfang des penseurs de l'alt-right comme Peter Brimelow, Jared Taylor et Kevin MacDonald. Son rédacteur en chef, Rémi Tremblay, contribue au magazine Radix de Richard Spencer, où il remporte le second prix d'un concours d'essai. En 2013, la FQS invite Jared Taylor à une conférence.
La FQS collabore avec l'organisation Atalante, qui partage une orientation idéologique similaire,.
À partir de 2019-2020, des militants issus de la mouvance Groyper se rapprochent de la FQS. La FQS établit également des liens avec le Front Canadien-français, un groupe de jeunes militants d'extrême droite à l'orientation catholique traditionaliste basé à Montréal.

## Critiques
Bien que son porte-parole Rémi Tremblay réfute toute accusation de racisme, son fondateur Maxime Fiset, qui a quitté l'organisation et est devenu consultant pour une organisation spécialisée dans la prévention des phénomènes de radicalisation pouvant mener à la violence, affirme que le groupe dissimule des liens avec l'extrême droite et le néonazisme.
L'organisation est identifiée comme un groupe de haine par le Réseau canadien anti-haine.